# Рефтінський
Ре́фтінський (рос. Рефтинский) — селище міського типу, центр та єдиний населений пункт Рефтінського міського округу Свердловської області.

## Географія
Селище розташоване в центральній частині Свердловської області, знаходиться в закруті річки Рефт. Відстань до Єкатеринбургу по автодорогах — 110 км. За 20 км на північний захід від Рефтінського знаходиться місто Асбест, на південний схід від селища розташовані міста Сухий Лог, Богданович. На північному сході розташоване місто Артемовський.
Ліси змішані (сосна, ялина, береза, осика). Річки: Малий Рефт, Великий Рефт, Рефт.

## Історія
Рефтінський побудований на хвилі містобудування 1960-их років і нові принципи радянської архітектури, такі як мікрорайонування, облік ландшафту і зведення архітектурних ансамблів, чітко відбилися в образі селища. Перший мікрорайон був побудований у вигляді «серпа і молота», другий мікрорайон являє собою абревіатуру СССР. Крім того, селище розташоване в лісовому масиві, так як при забудові ліс не вирубувався. На даний момент селище активно розвивається.

## Населення
Населення — 16020 осіб (2018, 16496 у 2010, 17968 у 2002).